# John Mayall
John Brumwell Mayall (Macclesfield, 29 novembre 1933 – Los Angeles, 22 luglio 2024) è stato un cantante, polistrumentista e compositore britannico di fama internazionale, per lungo tempo il punto di riferimento fondamentale per la scena blues del suo paese.
Il suo complesso, i Bluesbreakers, rappresentò la formazione di transizione e di connessione tra il blues revival degli anni '50 e il blues rock degli anni '60 del XX secolo.
Particolarmente capace nella scoperta di grandissimi talenti, dal gruppo di Mayall emersero musicisti come Jack Bruce, Eric Clapton, Mick Taylor, Larry Taylor e Peter Green.
Tra gli album più significativi: Blues Breakers with Eric Clapton, Crusade e Jazz Blues Fusion.

## Biografia
Figlio di Murray Mayall, chitarrista e appassionato di musica jazz, fin dall'infanzia si appassionò ai musicisti blues americani fra cui Leadbelly, Albert Ammons, Pinetop Smith e Eddie Lang, e imparò da autodidatta a suonare il piano, la chitarra e l'armonica.
Mayall frequentò l'istituto d'arte, dopodiché fece tre anni di servizio militare con l'Esercito Britannico in Corea. Nel 1956, cominciò a suonare blues con gruppi quasi professionistici, The Powerhouse Four e, in seguito, The Blues Syndicate. Sotto l'influenza di Alexis Korner, si trasferì a Londra e formò i John Mayall's Bluesbreakers.
I Bluesbreakers furono in effetti, una sorta di banco di prova e di allenamento per musicisti blues e ci furono diversi cambi di componenti prima dell'arrivo di Eric Clapton, con il quale il gruppo raggiunse il suo primo successo commerciale. Dopo che Clapton lasciò per fondare i Cream, i Bluesbreakers presero fra le loro file una serie di altri musicisti notevoli, fra cui Peter Green, John McVie, Kal David e Mick Taylor. Eric Clapton affermò infatti: «John Mayall ha gestito una scuola per musicisti incredibilmente buona.»
Nei primi anni Settanta Mayall raggiunse il successo commerciale negli Stati Uniti e si trasferì a Laurel Canyon, a Los Angeles. Là ebbe un'importante influenza sulle carriere di musicisti come Blue Mitchell, Red Holloway, Larry Taylor e Harvey Mandel.
Mayall continuò a suonare e dare concerti, ricostituendo anche i Bluesbreakers nel 1982.
Il 19 luglio 2003 tenne un concerto a Liverpool portando sul palco, tra gli altri, Eric Clapton e Mick Taylor.
Morì a Los Angeles il 22 luglio 2024 all'età di 90 anni.

## Vita privata
Mayall si trasferì definitivamente negli USA all'inizio degli anni '70. Un incendio distrusse la sua casa a Laurel Canyon nel 1979 e insieme a essa i diari dell'artista, scritti nell'arco di 25 anni.
Mayall fu sposato due volte ed ebbe sei figli.

## Discografia

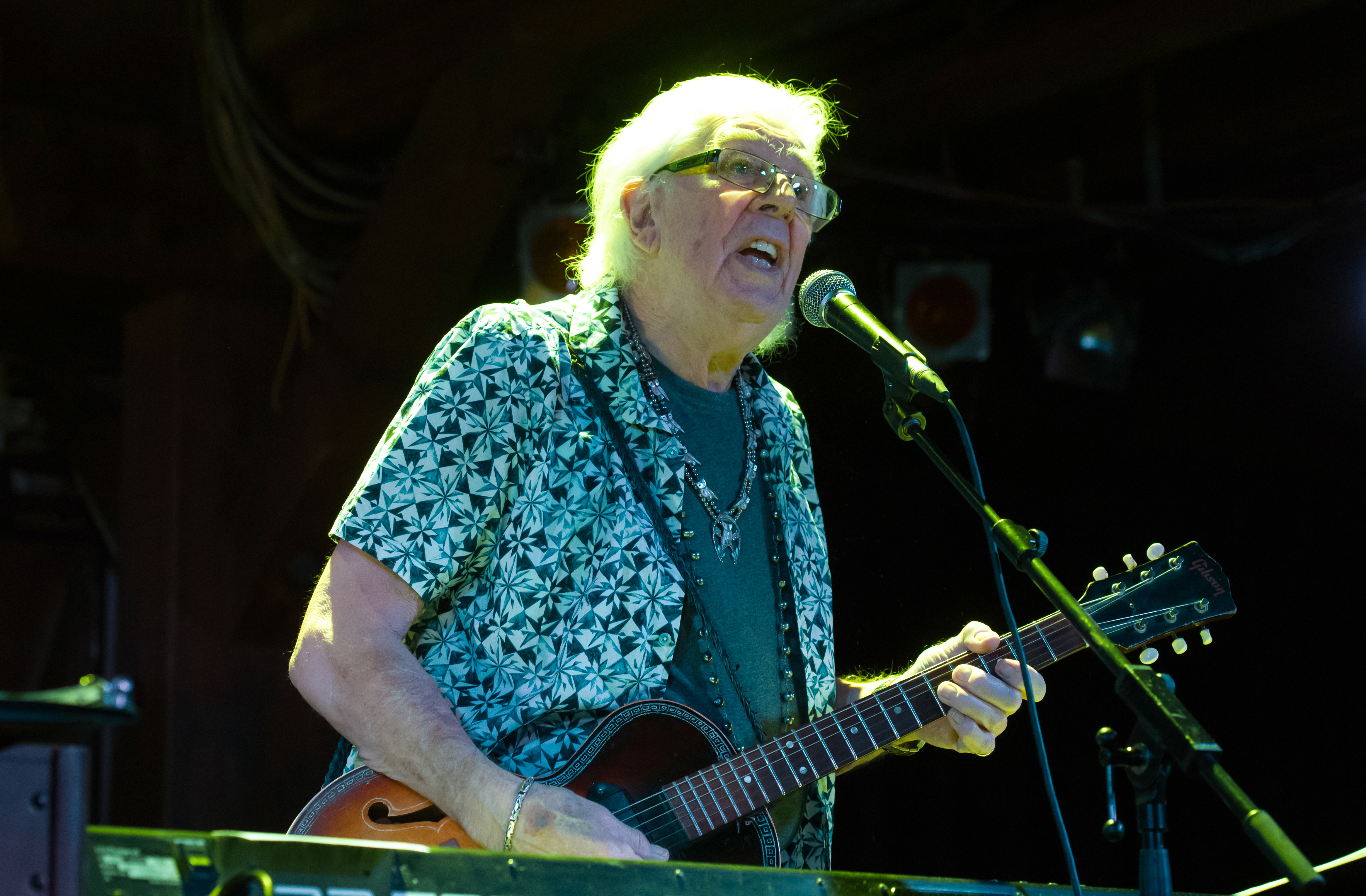
John Mayall nel 2017

### Album
- 1965 - John Mayall Plays John Mayall (Decca) live
- 1966 - Blues Breakers with Eric Clapton (Decca)
- 1967 - A Hard Road (Decca)
- 1967 - Crusade (Decca)
- 1967 - The Blues Alone (Ace of Clubs)
- 1968 - The Diary of a Band Volume One (Decca) live
- 1968 - The Diary of a Band Volume Two (Decca) live
- 1968 - Bare Wires (Decca)
- 1968 - Blues from Laurel Canyon (Decca)
- 1969 - Looking Back (Decca) (64-7)
- 1969 - The Turning Point (Polydor) live at Fillmore
- 1970 - Empty Rooms (Polydor)
- 1970 - USA Union (Polydor)
- 1971 - Thru the Years (Decca) (64-8)
- 1971 - Back to the Roots (Polydor) (Riedizione 1988: Archives to the '80s) (Polydor) remix
- 1971 - Memories (Polydor)
- 1971 - John Mayall - Live In Europe (London PS 589) edizione USA di "Diary Of A Band Vol. 2" + compilazione
- 1972 - Jazz Blues Fusion (Polydor) live
- 1973 - Moving On (Polydor) live
- 1973 - Ten Years Are Gone (Polydor)
- 1974 - The Latest Edition (Polydor)
- 1975 - New Year, New Band, New Company(ABC - One Way)
- 1975 - Notice to Appear (ABC - One Way)
- 1976 - Banquet in Blues (ABC - One Way)
- 1977 - Lots of People (ABC - One Way) live LA
- 1977 - A Hard Core Package (ABC - One Way)
- 1977 - Primal Solos (Decca) live'66-8
- 1978 - Last of the British Blues (ABC - OneWay) live
- 1979 - The Bottom Line (DJM)
- 1980 - No More Interviews(DJM)
- 1982 - Road Show Blues (DJM) (Riedizione 1995: Why Worry. 2000: Lost and Gone. 2001: Reaching for the blues'. 2006: Godfather of the Blues. 2007 Big Man)
- 1985 - Behind The Iron Curtain (GNP Crescendo) live Hungary
- 1987 - Chicago Line (Entente - Island)
- 1988 - The Power of the Blues (Entente) live Germany (Riedizione 2003: Blues Forever)
- 1988 - Archives to Eighties (Polydor)
- 1990 - A Sense of Place (Island)
- 1992 - Cross Country Blues (One Way)['81-4]
- 1993 - Wake Up Call (Silvertone)
- 1994 - The 1982 Reunion Concert (One Way) live'82
- 1995 - Spinning Coin (Silvertone)
- 1997 - Blues for the Lost Days (Silvertone)
- 1999 - Padlock on the Blues (Eagle)
- 1999 - Rock the Blues Tonight (Indigo) live'71
- 1999 - Live at the Marquee 1969 (Eagle) live'69
- 1999 - The Masters (Eagle) live'69+interv.
- 2001 - Along For The Ride (Eagle/Red Ink)
- 2002 - Stories (Red Ink)
- 2003 - 70th Birthday Concert (Eagle) live'03
- 2005 - Road Dogs (Eagle)
- 2005 - Rolling with the Blues (Recall) live'72-82 2CD+DVD (Riedizione 2006 The private Collection (Snapper) 2CD)
- 2007 - Live at the BBC (Universal) '65-7 & '75
- 2007 - In the Palace of the King (Eagle)
- 2007 - Live From Austin, Texas (13 sept. 93)
- 2009 - Tough (Eagle)
- 2014 - A Special Life (Forty Below Records) (nov. 2013)
- 2015 - Find A Way To Care (Forty Below)
- 2015 - John Mayall's Bluesbreakers - Live in 1967 vol. 1 (Forty Below)
- 2016 - John Mayall's Bluesbreakers - Live in 1967 vol. 2 (Forty Below)
- 2017 - Talk About That (Forty Below)
- 2018 - Three For The Road (Forty Below)
- 2019 - Nobody Told Me (Forty Below)
- 2022 - The Sun is Shining Down
- 2023 - John Mayall's Bluesbreakers - Live in 1967 vol. 3 (Forty Below)
- 2023 - Live in France 1967-1973 (Repertoire Records, 1 cd + 1 dvd)

### Bootleg ed edizioni limitate
- 1969 - Beano's Boys (bootleg)
- 1984 - Blues Alive (RCA/Columbia)
- 1990 - Crocodile Walk
- 1996 - Bulldogs For Sale (bootleg)
- 1999 - Mayapollis Blues (bootleg)
- 1999 - Horny Blues The first 5 years
- 2000 - Time Capsule (Private Stash) Limited release (archivio privato di J.Mayall 57-62)
- 2001 - UK Tour 2K (Private Stash) Limited release
- 2001 - Boogie Woogie Man (Private Stash) Limited release
- 2003 - No Days Off (Private Stash) Limited release
- 2004 - Bluesbreaking! (3br Records, antologia non autorizzata

## Videografia
- 2003 - 70th Birthday Concert (Eagle) live '03 CD & DVD
- 2004 - Live at Iowa State University DVD live'87
- 2004 - Cookin' Down Under DVD (Private Stash) Limited release
- 2004 - The Godfather of British Blues/Turning Point DVD (Eagle)
- 2005 - Rolling with the Blues (Recall) live'72-82 2CD+DVD
- 2007 - Live at the Bottom Line, New York 1992